# Пропінація

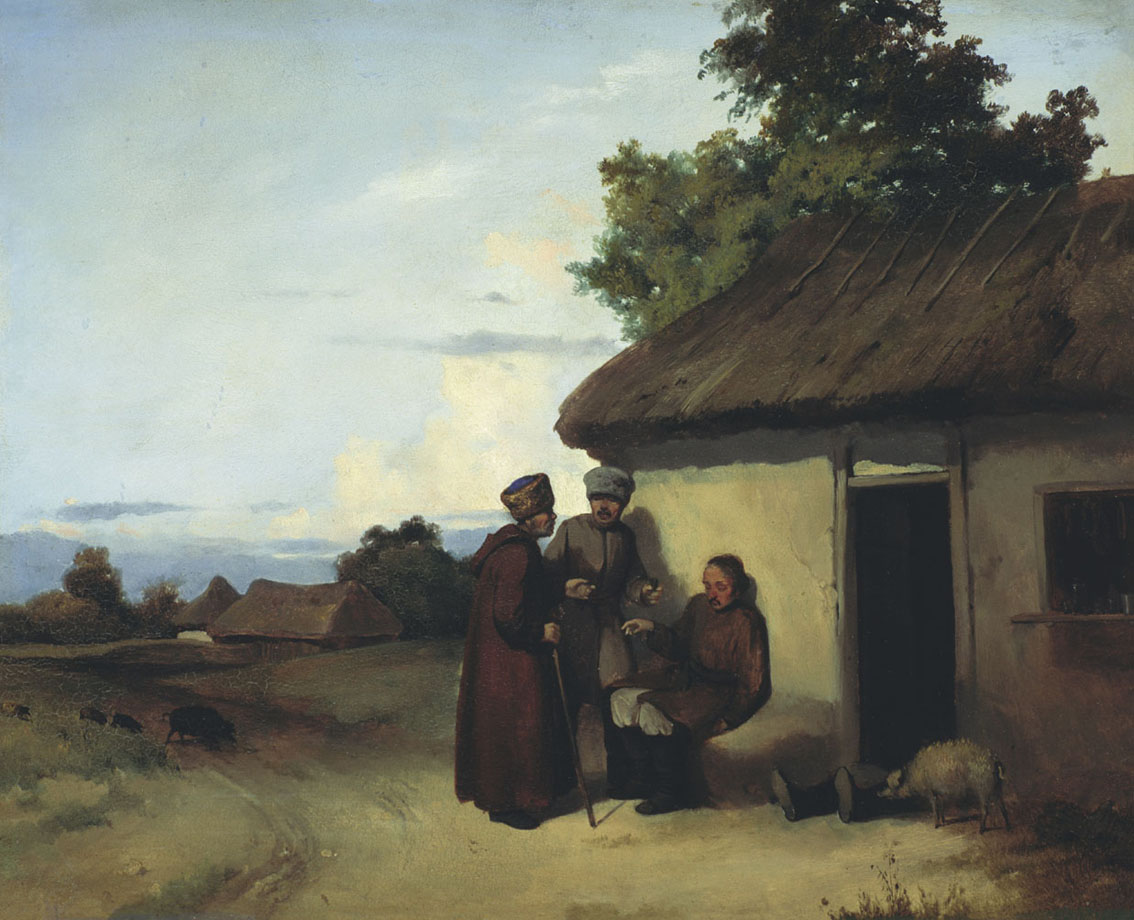
Василь Штернберг «Малоросійський шинок», 1837 р.

Пропіна́ція (пол. Propinacja, від лат. Propinare — розливати, частувати), Пропінаційне право — специфічна риса польського феодалізму, полягала у монопольному праві шляхти на виробництво алкоголю, поєднане із примусом до його купівлі селянами своїх маєтностей. Була поширена на території Речі Посполитої, а після її розділу, поступово ліквідована пруською, австрійською та російською владою протягом ХІХ століття. Пропінація, будучи фактично, примусовим споюванням селян, мала на меті також і вилучення у них того невеликого залишку коштів, який вони отримували із обробітку землі.
 Не мала аналогів в інших країнах Європи. Відповідно до сучасних уявлень міжнародного права може бути трактована як одна із форм злочинів проти людства.

## Виникнення
У середньовічній Польщі шинки та продаж алкоголю традиційно були об'єктами монопольної торгівлі. На найбільш ранньому етапі, важливу роль у торгівлі алкоголем відігравало католицьке духовенство. Шинки часто розміщувались у плебанії ксьондза. Проте у 1279 році за наказом папи Миколая III-го, духовенству було заборонено займатись шинкуванням, а в 1326 зловживати міцними напоями. Із занепадом ксьондзівського домінування з торгівлею алкоголем, провідну роль у ній стали набувати князівські та королівські уряди. Однак, із посиленням впливу середнього дворянства — шляхти, та поступовим ослабленням королівської влади, торгівля спиртними напоями стала об'єктом інтересів нового панівного класу Польщі. В 1496 році на сеймі у Пйотркуві в обмін на згоду шляхти брати участь у поході на Молдавію, король Ян Ольбрахт суворо обмежив права селян покидати свої села та передав королівську монополію на торгівлю спиртними напоями шляхті, поклавши початок пропінаційному праву.

## Зміст

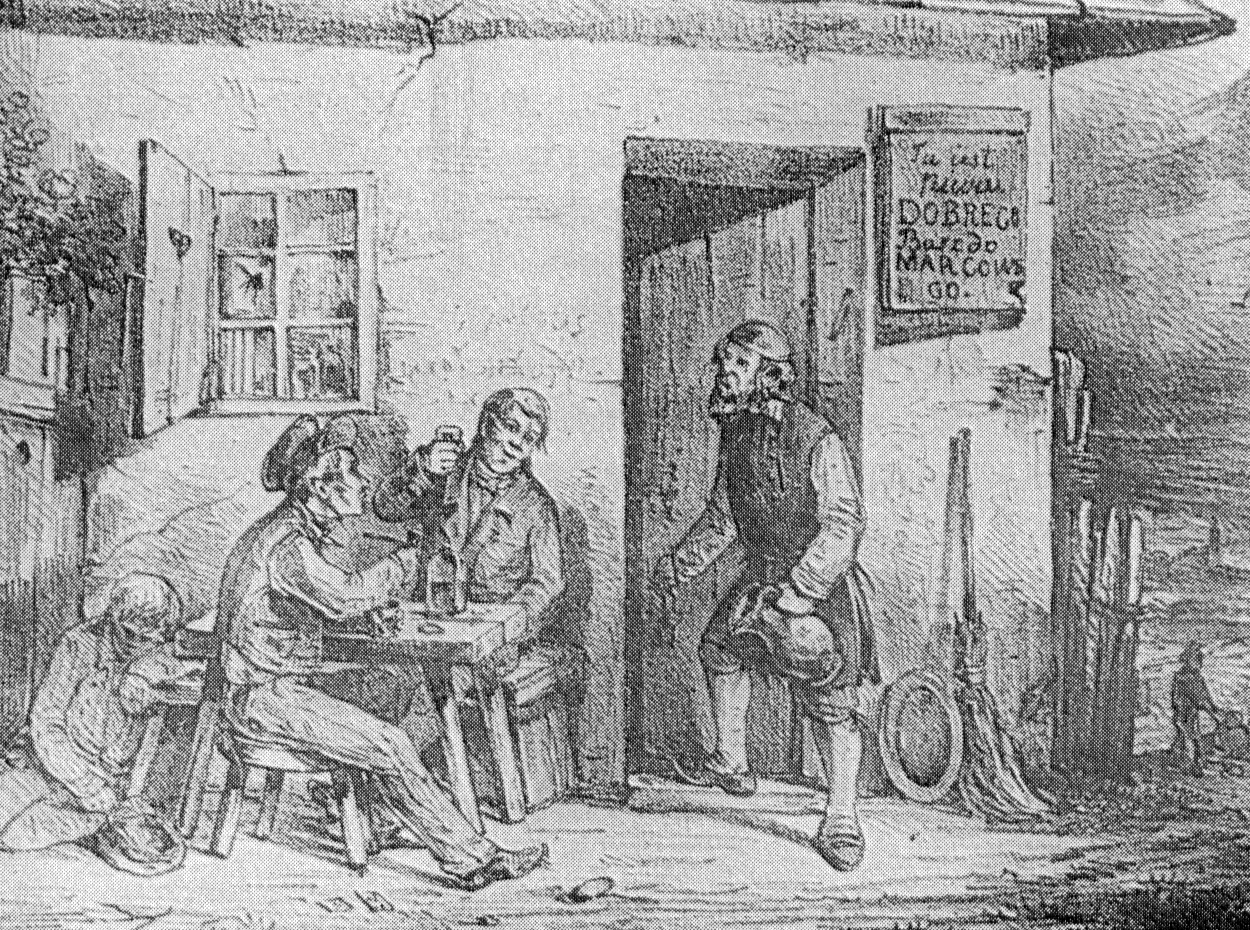
К.Кукевич."Корчма в передмісті", перша половина ХІХ століття.

C. Бєщад, "В корчмі", 1885 р.

Початково пропінаційне право мало характер обов'язку селян споживати пиво та горілку лише в шинку, розташованому у їх власному селі. Наприклад, судовий протокол села Касіна Велика (пол. Kasina Wielka) 1629 року говорить: «якщо б хтось наважився, всупереч забороні, піти до чужої корчми на пиво або горілку, минаючи свою корчму, та був засвідчений кимось, має отримати публічно дванадцять ударів бичем». Проте, дуже швидко, особливо з огляду на скорочення попиту на збіжжя на західноєвропейських ринках, право пропінації було перетворено на обов'язок селян самим споживати визначену кількість виробленої шляхетськими ґуральнями алкогольних напоїв. Кожен селянин, повинен був придбати та спожити кількість алкоголю залежно від кількості членів його сім'ї. Оскільки у 1518 році селян було позбавлено права звертатись до королівських судів, легальна боротьба проти пропінаційних норм кожного окремого шляхтича стала неможливою. На короткий період, в часи поширення серед шляхти ідей Протестантизму, окремі шляхтичі самовільно обмежували себе у правах на користь селян. Однак після перемоги контрреформації, пропінаційне право дійшло до своєї кульмінації. Станом на XVIII ст. примусове споювання селян набрало величезного розмаху та сприяло гуманітарній деградації абсолютної більшості мешканців Польщі та Речі Посполитої, оскільки вона була населена, в основному, селянами. В цей час, найпоширенішим способом практичної реалізації примусової алкоголізації селян стала передача безпосереднього здійснення пропінаційного примусу в руки єврейських орендарів. В результаті, негативне ставлення селянства до насильного споювання, сприяло поширенню антисемітизму та становленню негативного образу «єврея-шинкаря».

## Поширення
Окрім напоїв, монополія двору могла поширюватися на купівлю солі, залізних виробів тощо. Пропінаційний примус на початку XVII ст. набув особливого поширення на українських землях, Підляшші і в східній Мазовії, становлячи джерело значних прибутків для феодалів.
Дохід власника права складався з доходів від власного виробництва і торгівлі алкоголем, податків з підвладних селян, які виробляли алкоголь, та доходу від передачі в оренду пропінаційного права. Оренду пропінаційного права традиційно використовували, війти, корчмарі і представники єврейського капіталу.
Тому під час визвольної боротьби народних мас України проти польсько-шляхетського гніту в кінці XVI — 1-й пол. XVII ст., повстанці разом із панськими маєтками руйнували панські ґуральні та корчми.

## Пропінація у Центральній Україні
У Центральній Україні пропінаційний примус був ліковідований відразу на початку Хмельниччини у 1648 році. Однак після поділу Гетьманщини між Московським царством та Річчю Посполитою, Правобережна Україна (Поділля та Полісся) знову опинились під владою Польщі і пропінаційні закони тут знову стали актуальними. Повернення кріпацтва та пропінації, стали причинами нової серії повстань кульмінацією якої стала Коліївщина. На покозаченій Лівобережній Україні, котра зберегла гетьманський устрій, пропінація ніколи більше не відроджувалась. За виробництво і продаж горілки було встановлено податки на користь Військового Скарбу.

## Пропінація в Західній Україні

### Загальні дані
З огляду на тривалість польської присутності у західних регіонах України, пропінація протрималась тут найдовше. На Волині та Підляшші, які увійшли до складу Польського королівства в результаті Люблінської унії 1565 року пропінація тривала більше 300 років та завершилась у 1896 році після її відміни владою Російської імперії. Особливо постраждалим регіоном від примусової алкоголізації стала Галичина та Холмщина (Руське та Белзьке воєводства), які входили у структури польської держави від середини XIV століття, а отже прийняла відповідні правила відразу після їх формування у 1496 році, котрі були чинними аж до їх остаточної ліквідації австрійським урядом в 1889 році австрійським урядом (396 років).

### Боротьба із пропінацією у Галичині
До XVIII століття, боротьба із дискримінаційними деградаційними умовами селянського життя у Галичині носила, в основному характер втечі на схід та оселення на землях Поділля, на яких довший час існував режим пом'ягшення багатьох повинностей, з огляду на незаселеність краю та небезпеку татарських нападів. Однак, після переходу Галичини (Руського воєводства без Холмщини та Белзького воєводства) до складу імперії Габсбургів пропінаційні правила та система алкоголізації почали піддаватись змінам. У 1844 р. галицький греко-католицький митрополит Михайло (Левицький) звернувся до духовенства з циркуляром, у якому священики отримали інструкції щодо заснування та функціонування товариств тверезості. На початку 1845 р. з ініціативи священика Івана Козанкевича були створені товариства тверезості у селах Голинь та Брошнів Калушського повіту. У 1848 році, після селянської реформи та скасуванням кріпацтва, у тому ж році було скасовано і примус до закупівлі алкоголю, однак фактично, шляхтичам вдалось обійти цей формальний припис і продовжити дію пропінаційного закону. У другій половині ХІХ століття суспільний рух проти алкоголізації та на підтримку тверезості набуває масового характеру.
Економічні і гуманітарні проблеми, пов'язані із деградацією селян внаслідок дії пропінаційної системи стали об'єктом критики інтелігенції. Виходять праці
Володимира Навроцького «Що нас коштує пропінація» (1875), «П'янство і пропінація в Галичині», «Смерть і пропінація» (1876), Івана Франка «Справа пропінаційна». Навроцький, зокрема зазначав:
«Кождий новозаложений шинок відбирає майже сотні селянських дітей можливість шкільної просвіти: на кождім ринськім, … закрепла кров самовбійців і тих п'яниць, що гинуть кождого року в шинкових і весільних війнах; кождий крейцар, добутий паном на продажі горівки, обмитий не тільки кривавим потом, але й слізьми селянських родин над утратою дорослих і недорослих рідних, котрим горівка завчасу, посередньо чи безпосередньо відібрала жизненні сили».
У 1875 році австрійський уряд викупив за 66 млн. ринських у шляхти і міст право пропінації. Успіхи боротьби із алкоголізацією викликали зворотню реакцію монополістів. Вважається, що тиск алкогольного лобі став причиною прохання цісаря Франца Йосифа І про дочасну відставку митрополита Йосифа (Сембратовича) — її активного противника. Разом із тим, на цей час пропінація, як форма насильства вже була, загалом, нейтралізована, і п'янство існувало внаслідок вільного вибору кожного окремого селянина.

## Пропінація у світлі сучасного розуміння злочинів проти людства
Згідно положень Римського статуту Міжнародного кримінального суду пропінаційні закони можна віднести до категорії злочинів проти людства. Зокрема, відповідають пункту «К» Статті 7 (Ч.ІІ) що визначає зміст таких злочинів, а саме:
«навмисні дії що спричиняють значні страждання, або серйозно травмують тіло, психічне або фізичне здоров'я».
Системне насильницьке споювання великих груп людей та цілого соціального класу протягом сотень років також відповідає пояснювальній записці до Статуту в якій зазнаяється зокрема що:
«злочини проти людства — це найбільш ненависні злочини, так як вони являють собою серйозний руйнуючий вплив на людську гідність, принижують та спричиняють деградацію особистості. Вони не є ізольованими чи одиничними випадками, а є частиною або однієї урядової політики, або широкої практики звірства, яка замовчується чи виправдовується урядом або де-факто владою».

## Зауваги
1. ↑  Згідно рішень Пйотркувського сейму 1496 року, лише одна особа на один рік могла покинути село
2. ↑  Основна частина збіжжя, котре Річ Посполита експортувала до Західної Європи збиралась на шляхетських фільварках, розташованих на урожайних землях України
3. ↑  На Холмщині, котра входила до складу Російської імперії, де пропінація була ліквідована лише у 1896 році, вона тривала найдовше із усіх українських земель 404 роки